# Moto-Treuil Giraud
Der Moto-Treuil Giraud (deutsch Motor-Winde) [mototʀœj] ist ein dreirädriger Klein-Traktor, der von seinem Konstrukteur Rene Giraud speziell für den Einsatz in Plantagen und Weinbergen entwickelt wurde. Dieser Traktor zeichnet sich durch seine kompakte Bauweise, einen geringen Wendekreis und den seinerzeit vergleichsweise geringen Anschaffungspreis aus. Für den Einsatz im Weinberg ist er mit einer seitlich angebrachten Seilwinde ausgestattet, mit deren Hilfe man beispielsweise einen Sitzpflug oder einen Lastschlitten betreiben kann. Darüber hinaus ist er für die Arbeit mit Schwenkpflug und Zapfwellengeräten geeignet.

## Geschichte
Rene Giraud, Eigentümer einer Werkstätte zur Produktion von Fahrrädern, Schubkarren und Anhängern in Polisot, entwickelte während des Zweiten Weltkrieges einen kompakten und preiswerten Weinbergschlepper auf drei Rädern. Um das Abheben des Vorderrades zu vermeiden, wählte Giraud eine äußerst massive Ausführung des Vorbaus mit Umlenkgetriebe für die Lenkung des Vorderrades. Im Jahr 1944 erhielt er das Patent für seinen Klein-Traktor und begann anschließend mit der Produktion. Bis 1947 baute und verkaufte Giraud jedoch nur 14 Exemplare. Mangels Erfolg veräußerte er schließlich die Konstruktion mitsamt Patent an den Industriellen Etienne Giros aus Bar-le-Duc. Giros setzte daraufhin die Produktion bis 1950 fort, wobei die genauen Stückzahlen nicht dokumentiert sind.

## Technische Daten
Der Traktor hat einen luftgekühlten Einzylinder-Viertakt-Benzinmotor, der vom Lyoner Motorrad-Hersteller Ultima produziert wurde. Dieser Motor mit der Typenbezeichnung D4 500 wird mit einem elektrischen Anlasser gestartet und hat 499 cm³ Hubraum sowie eine Leistung von 10 PS. Das Getriebe des Traktors hat drei Vorwärtsgänge und einen Rückwärtsgang plus Untersetzung. Die Standardbereifung hat vorne die Größe 5.50-16 und hinten 6.50-16. In der Länge misst der Traktor 2100 mm, in der Breite 900 mm und 1050 mm in der Höhe. Das Gewicht des Moto-Treuil Giraud beträgt ungefähr 550 kg.